# آنتون فان راپارد

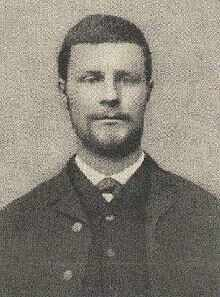
آنتون جرارد الکساندر فان راپارد (۱۸۵۸-۱۸۹۲)

آنتون جرارد الکساندر فان راپارد(به هلندی: Anthon van Rappard)(زاده ۱۴ مه ۱۸۵۸ زایست - درگذشته ۲۱ مارس ۱۸۹۲،) یک نقاش و طراح هلندی بود. او شاگرد لارنس المه تدیمه و حدود چهار سال دوست و مربی ونسان ون گوگ بود، که بین بقیه دلایل او را به خاطر مشارکت اجتماعی اش می‌ستود.

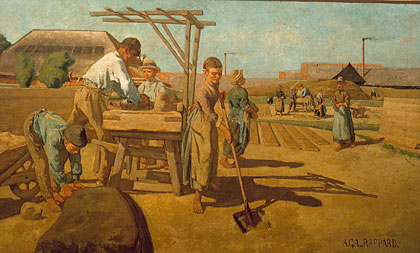
کارگران آجرپزی